# Juuso Hämäläinen
Juuso Hämäläinen (Raisio, 8 dicembre 1993) è un calciatore finlandese, difensore dell'Inter Turku.

## Carriera

### Club
Ha giocato nella prima divisione finlandese.

### Nazionale
Nel 2013 ha giocato una partita con la nazionale finlandese Under-21.

## Palmarès

### Club

#### Competizioni nazionali
- Liigacup: 2

Inter Turku: 2024, 2025